# Euthycera hrabei
Euthycera hrabei är en tvåvingeart som beskrevs av Rudolf Rozkošný 1969.
Euthycera hrabei ingår i släktet Euthycera och familjen kärrflugor. Artens utbredningsområde är Afghanistan. Inga underarter finns listade i Catalogue of Life.